# Парфений (митрополит Астраханский)
Митрополит Парфений (ум. 4 октября 1680, Астрахань) — епископ Русской православной церкви, митрополит Астраханский и Терский.

## Биография
В 1665 году назначен настоятелем Пафнутьева Боровского монастыря.
В 1666 году назначен архимандритом Юрьева монастыря в Новгороде.
В 1666—1667 годах присутствовал на Соборах Русской Православной Церкви: по делу исправления церковных книг и осуждению раскола, о лишении сана патриарха Никона, о благоустройстве Русской Церкви.
25 февраля 1672 года хиротонисан во епископа Астраханского с возведением в сан митрополита.
В июле 1672 года участвовал в возведении в сан патриарха Московского и всея Руси митрополита Новгородского Питирима.
В 1680 году он поехал в Москву, но дорогою заболел и из Саратова вернулся в Астрахань, где и скончался 4 октября того же года. Похоронен в нижнем храме Успенского собора.